# Can Basses
Can Basses és una masia de Camós (Pla de l'Estany) declarada bé cultural d'interès nacional.

## Descripció
Mas de planta irregular, inicialment de dos trams, afegit a una torre fortificada. Les ampliacions posteriors permeten disposar de tres trams. El conjunt arriba a quedar fortificat a partir de les noves construccions que es desenvoluparen a l'entorn d'un petit pati. La torre a la que està ajuntada la masia era una antiga torre d'homenatge de planta quadrada. A la mateixa façana hi ha un matacà sostingut per una volta, prolongació d'una crugia lateral; també hi destaca una finestra coronella, amb una columna de fust prim i capitell amb decoració vegetal. A la façana posterior hi ha un pòrtic format per dos grans arcs de mig punt sobre els quals hi ha un seguit de badius d'un graner. Construcció que disposa de carreus nobles als marcs de les portes i finestres i a les cantonades.

## Història
Construcció realitzada en diferents etapes, des del segle xiv fins al xviii.